# Afanassi Iwanowitsch Krassowski

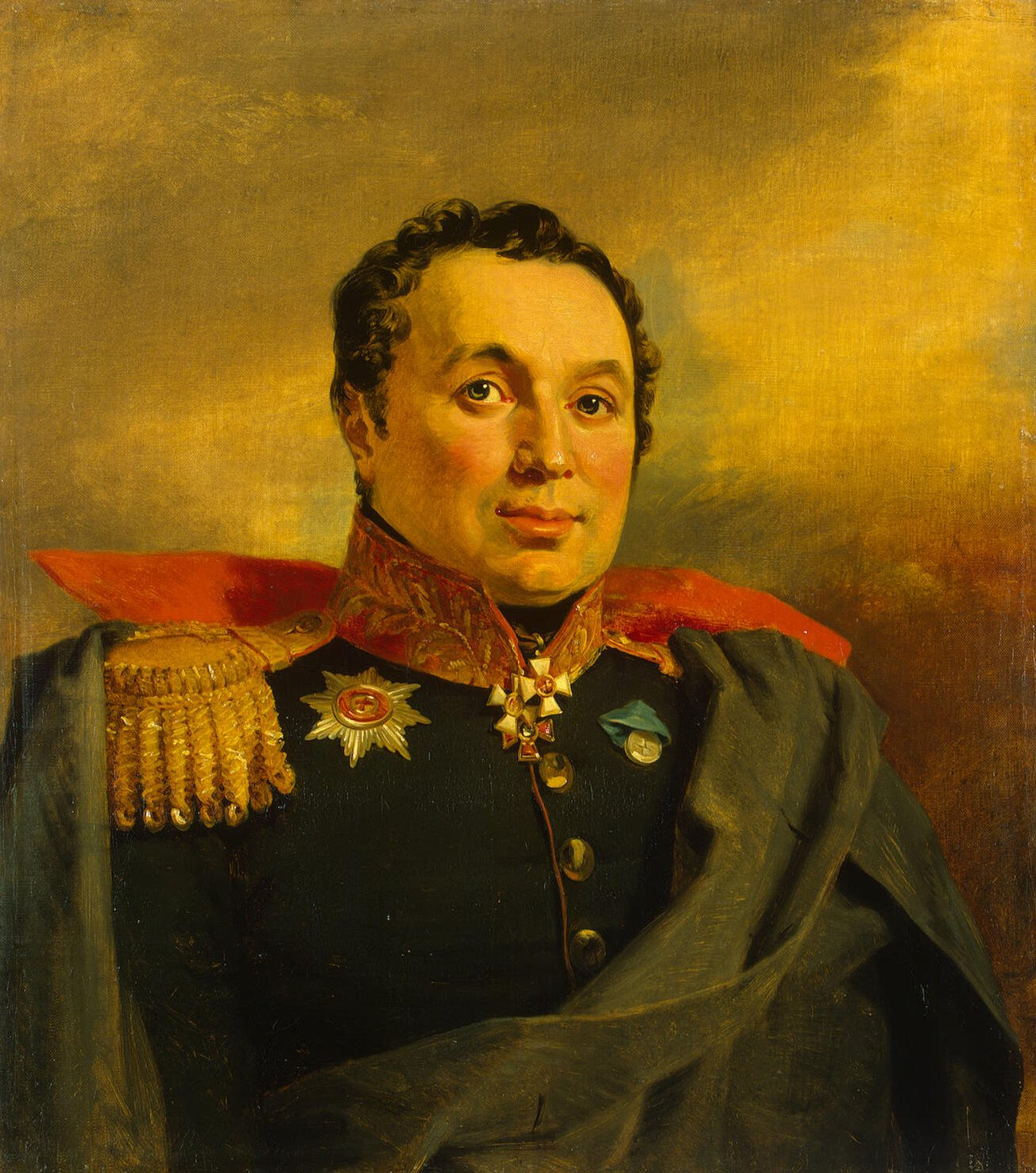
George Dawe; Porträt von A. I. Krassowski in der Militärgalerie des Winterpalastes

Afanassi Iwanowitsch Krassowski (russisch Афанасий Иванович Красовский, ukrainisch Опанас Іванович Красовський Opanas Iwanowytsch Krassowskyj; * 17. Januarjul. / 28. Januar 1781greg. im Ujesd Lebedyn, Sloboda-Ukraine, Gouvernement Charkow, Russisches Kaiserreich; † 18. Maijul. / 30. Mai 1843greg. in Kiew, Gouvernement Kiew, Russisches Kaiserreich) war Generaladjutant und General der Infanterie der Kaiserlich Russischen Armee.

## Leben
Afanassi Iwanowitsch Krassowski kam als Nachkomme eines von ukrainischen Kosaken abstammenden russischen Adelsgeschlechts bei Lebedyn in der heutigen Ukraine zur Welt.
Afanassi trat am 12. Julijul. / 23. Juli 1795greg. in die Armee ein und wurde Anfang 1800 zum Podporutschik und 1803 zum Leutnant befördert. 1804 nahm er an einer Expedition der Schwarzmeerflotte nach Korfu teil. Seine Einheit wurde 1805 beim Angriff der Schwarzmeerflotte gegen Neapel eingesetzt, um dort die französische Armee aus dem Königreich Neapel zu vertreiben und anschließend nach Norditalien vorzudringen. Nachdem seiner Einheit jedoch auf dem Weg nach Rom die Nachricht über die für die österreichisch-russische Allianz verlorene Schlacht bei Austerlitz bekannt geworden war, kehrte sie über Neapel zurück nach Korfu. Für seinen Einsatz wurde ihm der Sankt-Anna-Orden 3. Klasse verliehen.
Anschließend beteiligte er sich an Kämpfen im Russisch-Türkischen Krieg, bei denen er verwundet wurde. Während dieses Krieges erhielt er zahlreiche Orden, 1808 die Beförderung zum Stabskapitän, 1809 zum Kapitän, 1811 zum Major und am 30. Augustjul. / 11. September 1811greg. zum Oberstleutnant. Im Januar 1812 wurde er zum Regimentskommandeur ernannt und zum Oberst befördert.
Im Vaterländischen Krieg kämpfte er 1812 in Wolhynien, bei der Schlacht bei Kobrin und der Schlacht an der Beresina, wo er eine Bauchverletzung erlitt. Nach seiner Genesung beteiligte er sich während der Befreiungskriege an der Einnahme von Posen, den Belagerungen der Festungen Küstrin und Magdeburg, im August 1813 an der Schlacht bei Großbeeren, im September 1813 an der Schlacht bei Dennewitz und im Oktober 1813 an der Völkerschlacht. Nach der Völkerschlacht wurde er zum Generalmajor befördert und erhielt das Kommando über eine Grenadierbrigade. Im März 1814 war er an der Einnahme von Reims beteiligt. Als Kommandeur der 3. Brigade der 3. Grenadierdivision hielt er sich 1815 erneut in Frankreich und Paris auf.
Krassowski trat 1819 aufgrund Krankheit aus dem Dienst aus, den er 1823 jedoch wieder aufnahm und am 22. August 1826 den Rang eines Generalleutnants erhielt. Im Russisch-Persischen Krieg von 1826–28 zeichnete er sich im Kaukasus während der Schlacht bei Oschakan am 17. Augustjul. / 29. August 1827greg. aus und befehligte im Oktober 1827 das Belagerungskorps bei Eriwan. Am Russisch-Türkischen Krieg von 1828–29 nahm er in unterschiedlichen Funktionen teil. Im Juni 1829 erzwang er als Befehlshaber des 3. Infanteriekorps die Übergabe der osmanischen Festung Silistra am Ufer der Donau im heutigen Bulgarien und wurde erneut verwundet.
Vom 10. Augustjul. / 22. August 1830greg. bis zum 15. Februarjul. / 27. Februar 1831greg. war er Generalgouverneur von Neurussland und Bessarabien.

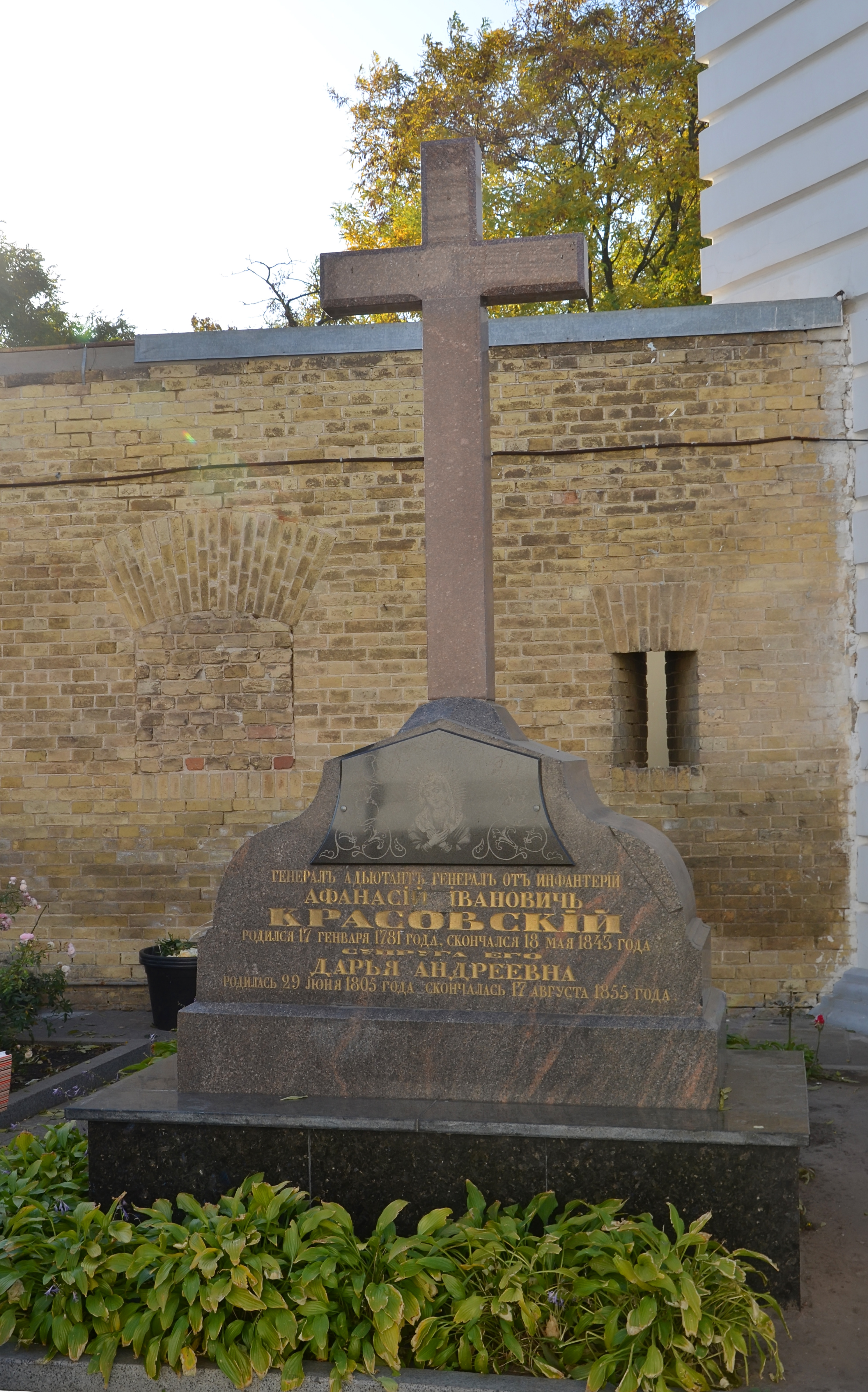
Grabstätte Krassowskis am Kiewer Höhlenkloster

Während des polnischen Novemberaufstandes von 1830–31 besiegte er zweimal die polnischen Aufständischen und besetzte Krakau. Für diese Leistung wurde er mit dem Alexander-Newski-Orden mit Diamantschmuck und am 20. November 1831 mit dem Rang eines Generaladjutanten ausgezeichnet. Am 3. April 1834 wurde er zum Mitglied des Militärrates des Russischen Reiches ernannt. Vom 20. Mai 1834 bis 11. Januar 1835 war er Kommandeur des 6. Infanterie-Korps und am 16. April 1841 wurde er zum General der Infanterie befördert. Am 25. Oktober 1842 ernannte man ihn noch zum Kommandeur des 1. Infanterie-Korps.
Im Zeitraum zwischen 1842 und Anfang 1843 traf sich Krassowski in Sankt Petersburg mit dem von ihm bewunderten, ukrainischen Nationaldichter Taras Schewtschenko.
Krassowski war Vater von zehn Kindern, darunter der Sohn Andrei Afanassjewitsch Krassowski (1822–1868), ein Oberstleutnant der russischen Armee und eine öffentliche Person des Russischen Reiches, der als revolutionärer ukrainischer Patriot bekannt wurde.
Afanassi Krassowski starb 62-jährig in Kiew und wurde im Kiewer Höhlenkloster bestattet.
Ein von George Dawe gemaltes Porträt von A. I. Krassowski befindet sich in der Militärgalerie der Eremitage im Winterpalast in Sankt Petersburg.

## Ehrungen
Afanassi Krassowski erhielt zahlreiche Ehrungen. Darunter:
- Orden der Heiligen Anna 1. Klasse[2]
- Orden des Heiligen Wladimir, 1. Klasse[2]
- Orden des Heiligen Alexander Newski[2]
- Orden des Heiligen Georg, 3. Klasse[2]
- Roter Adlerorden[2]